# 朝阳路街道 (榆林市)
朝阳路街道是中华人民共和国陕西省榆林市榆阳区下辖的一个街道办事处。

## 行政区划
朝阳路街道下辖以下村级行政区划单位：
开光路社区、农科社区、韦家梁社区、南川社区、流水沟村、杏墕村、刘官寨村、三岔湾村、向阳山村、大河滩村、韦家楼村、归德堡村、西沟村、花园沟村、徐庄则村。